# Christopher Wooh
Christopher Wooh, né le 18 septembre 2001 à Louvres en France, est un footballeur international camerounais, qui possède également la nationalité française. Depuis 2022, il évolue au poste de défenseur central au Stade rennais FC.

## Biographie

### En club

#### AS Nancy-Lorraine
Après des débuts à Chantilly, il rejoint l'AS Nancy-Lorraine en 2016, où il évolue d'abord avec les moins de 16 ans. Il effectue un transfert réalisé plusieurs années auparavant par son modèle, Clément Lenglet.
Il joue son premier match en Ligue 2 avec l'AS Nancy le 13 février 2021, lors de la réception de l'USL Dunkerque. Il entre en toute fin de match en remplacement de Vinni Triboulet (victoire 1-2). Le 15 mai 2021, lors de la dernière journée de la saison, il se met en évidence en inscrivant ses deux premiers buts lors de la réception d'Amiens, permettant à son équipe d'arracher le match nul. L'ASNL se classe huitième de Ligue 2 cette saison là. 

#### RC Lens
Lors du mercato d'été 2021, il est courtisé par plusieurs clubs, notamment l'Eintracht Francfort, le Bayer Leverkusen, l'Olympique de Marseille, mais surtout le Stade rennais et le Racing Club de Lens. Il s'engage finalement avec le RC Lens, en signant un contrat de quatre ans. Il arrive gratuitement, étant en fin de contrat stagiaire à Nancy.
Il joue son premier match en Ligue 1 avec Lens le 8 août 2021, en étant titularisé lors d'un déplacement à Rennes (score : 1-1). Il est titulaire à onze reprises en championnat durant la saison.
Il commence la saison 2022-2023 en tant que remplaçant, quatrième dans la hiérarchie défensive d'une équipe qui a un système tactique incluant trois défenseurs sur le terrain. Dans les derniers jours du mercato estival, Wooh suscite l'intérêt de différents clubs pour un prêt ainsi qu'une offre d'achat de l'OGC Nice pour 6 millions d'euros, des demandes refusées par le RC Lens. À quelques heures de la clôture de ce mercato, le RC Lens reçoit une proposition d'achat du joueur émanant du Stade rennais FC.

#### Stade rennais FC
Convoité pour pallier le départ en prêt de Loïc Badé à la suite de la tentative rennaise avortée de recruter Sinaly Diomandé, Wooh s'engage pendant l'été 2022 au Stade rennais FC pour 4 ans contre une indemnité de transfert pour Lens de 9 ou 10 millions d'euros assorti de 15% d'une éventuelle plus-value sur un prochain départ. Wooh quadruple son salaire par rapport à son contrat lensois. 
Sur le montant du transfert, son club formateur, l'AS Nancy-Lorraine, que Wooh avait quitté prématurément en refusant d'y signer son premier contrat professionnel, touche 20% de droit de mutation (selon l’article 261-2-b2 de la charte du football de la LFP), soit environ 2 millions d'euros versés par le RC Lens.

### En sélection
Le 13 mai 2022, il est présélectionné avec le Cameroun dans le cadre des éliminatoires de la Coupe d'Afrique des Nations 2023. Le 10 novembre 2022, il est sélectionné par Rigobert Song pour participer à la Coupe du monde 2022.
Le 28 décembre 2023, il est retenu dans la liste des vingt-sept joueurs camerounais sélectionnés pour disputer la Coupe d'Afrique des nations 2023.

## Statistiques
| Saison                | Club                  | Championnat           | Championnat | Championnat | Coupe(s) nationale(s) | Coupe(s) nationale(s) | Compétition(s) continentale(s) | Compétition(s) continentale(s) | Compétition(s) continentale(s) | Total | Total |
| Saison                | Club                  | Division              | M.          | B.          | M.                    | B.                    | Comp.                          | M.                             | B.                             | M.    | B.    |
| 2020-2021             | AS Nancy-Lorraine     | Ligue 2               | 13          | 2           | 1                     | 0                     | -                              | -                              | -                              | 14    | 2     |
| 2021-2022             | RC Lens               | Ligue 1               | 14          | 0           | 2                     | 0                     | -                              | -                              | -                              | 16    | 0     |
| 2022-2023             | RC Lens               | Ligue 1               | 1           | 0           | 0                     | 0                     | -                              | -                              | -                              | 1     | 0     |
| Sous-total            | Sous-total            | Sous-total            | 15          | 0           | 2                     | 0                     | -                              | -                              | -                              | 17    | 0     |
| 2022-2023             | Stade rennais FC      | Ligue 1               | 13          | 0           | 2                     | 0                     | C3                             | 1                              | 1                              | 16    | 1     |
| 2023-2024             | Stade rennais FC      | Ligue 1               | 18          | 1           | 0                     | 0                     | C3                             | 3                              | 0                              | 21    | 1     |
| 2024-2025             | Stade rennais FC      | Ligue 1               | 20          | 0           | 1                     | 0                     | -                              | -                              | -                              | 21    | 0     |
| 2025-2026             | Stade rennais FC      | Ligue 1               | 1           | 0           | -                     | -                     | -                              | -                              | -                              | 1     | 0     |
| Sous-total            | Sous-total            | Sous-total            | 52          | 1           | 3                     | 0                     | -                              | 4                              | 1                              | 59    | 2     |
| Total sur la carrière | Total sur la carrière | Total sur la carrière | 80          | 3           | 6                     | 0                     | -                              | 4                              | 1                              | 90    | 4     |

### En sélection
| Saison                | Sélection             | Phases finales        | Phases finales | Phases finales | Phases finales | Éliminatoires | Éliminatoires | Éliminatoires | Éliminatoires | Amicaux | Amicaux | Amicaux | Total | Total | Total |
| Saison                | Sélection             | Comp.                 | M.             | B.             | P.d.           | Comp.         | M.            | B.            | P.d.          | M.      | B.      | P.d.    | M.    | B.    | P.d.  |
| --------------------- | --------------------- | --------------------- | -------------- | -------------- | -------------- | ------------- | ------------- | ------------- | ------------- | ------- | ------- | ------- | ----- | ----- | ----- |
| 2022                  | Cameroun              | Coupe du monde 2022   | 1              | 0              | 0              | CAN 2023      | 1             | 0             | 0             | 2       | 0       | 0       | 4     | 0     | 0     |
| 2023                  | Cameroun              | -                     | -              | -              | -              | CAN 2023      | 2             | 1             | 0             | 0       | 0       | 0       | 4     | 1     | 0     |
| 2023                  | Cameroun              | -                     | -              | -              | -              | CdM 2026      | 2             | 0             | 0             | 0       | 0       | 0       | 4     | 1     | 0     |
| 2024                  | Cameroun              | Coupe d'Afrique 2023  | 4              | 1              | 0              | CdM 2026      | 2             | 0             | 0             | 1       | 0       | 0       | 12    | 1     | 0     |
| 2024                  | Cameroun              | Coupe d'Afrique 2023  | 4              | 1              | 0              | CAN 2025      | 5             | 0             | 0             | 1       | 0       | 0       | 12    | 1     | 0     |
| 2025                  | Cameroun              | -                     | -              | -              | -              | CdM 2026      | 2             | 0             | 0             | -       | -       | -       | 2     | 0     | 0     |
| Total sur la carrière | Total sur la carrière | Total sur la carrière | 5              | 1              | 0              | -             | 14            | 1             | 0             | 3       | 0       | 0       | 22    | 2     | 0     |

Matchs internationaux

Le tableau suivant liste les rencontres de l'équipe du Cameroun dans lesquelles Christopher Wooh a été sélectionné depuis le 9 juin 2022 jusqu'à présent :

#### Buts internationaux
| Buts internationaux de Christopher Wooh | Buts internationaux de Christopher Wooh | Buts internationaux de Christopher Wooh | Buts internationaux de Christopher Wooh | Buts internationaux de Christopher Wooh | Buts internationaux de Christopher Wooh | Buts internationaux de Christopher Wooh | Buts internationaux de Christopher Wooh | Buts internationaux de Christopher Wooh |
| 0                                       | Date                                    | Lieu                                    | Compétition                             | Résultat                                | Adversaire                              | Détail                                  | Détail                                  | Sél.                                    |
| --------------------------------------- | --------------------------------------- | --------------------------------------- | --------------------------------------- | --------------------------------------- | --------------------------------------- | --------------------------------------- | --------------------------------------- | --------------------------------------- |
| 1er                                     | 12 septembre 2023                       | Stade Roumdé Adjia, Garoua              | Éliminatoires CAN 2023                  | 3 - 0                                   | Burundi                                 | 59e                                     | 2 - 0                                   | 6e                                      |
| 2e                                      | 23 janvier 2024                         | Stade de la Paix de Bouaké, Bouaké      | Coupe d'Afrique 2023                    | 2 - 3                                   | Gambie                                  | 90+1e                                   | 2 - 3                                   | 12e                                     |

## Palmarès
Avec le Racing Club de Lens, Christopher Wooh est vice-champion de France en 2023.